# ذا فينيشيان لاس فيغاس
ذا فينيشيان لاس فيغاس هو فندق وكازينو يقع في لاس فيغاس ستريب،بارادايس،نيفادا يحتوي الفندق على 4049 غرفة و3068 جناح.